# Kimani Ffriend
Kimani Kary Ffriend (Kingston, 29 luglio 1977) è un ex cestista giamaicano, professionista nella NBDL, in Europa, Asia e Sudamerica.

## Palmarès
- Campione NBDL: 1

2001-02
- Lega Adriatica: 1

FMP Železnik: 2003-04